# Glion

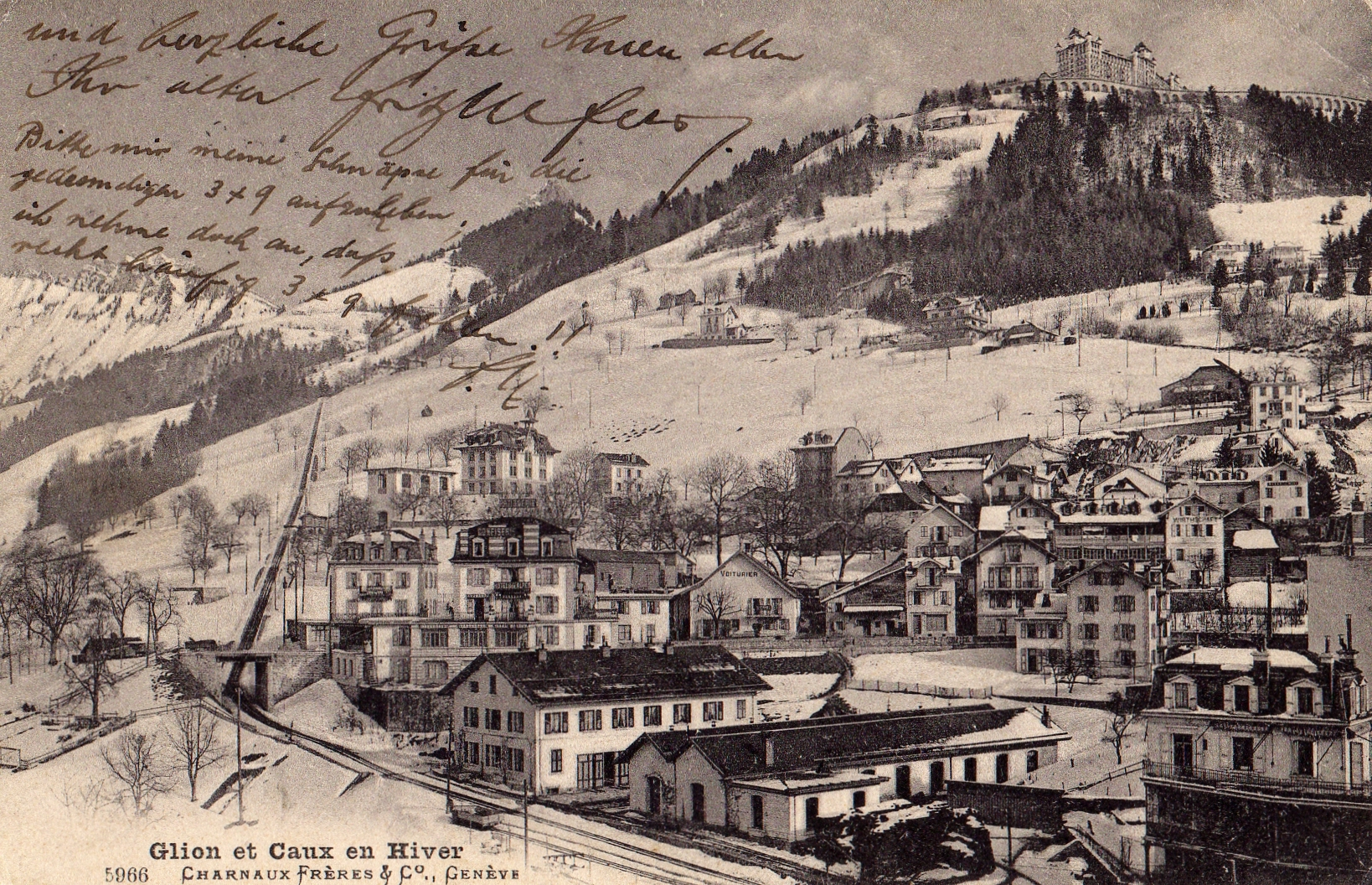
postal de Glion en 1922.

Glion es una pequeña localidad perteneciente a la comuna suiza de Montreux, en el Cantón de Vaud.
Se encuentra situada en una colina al este de la ciudad de Montreux, y al oeste de la localidad de Caux.
Desde el siglo XIX se ha ido convirtiendo de manera progresiva en un centro turístico a causa de su ubicación cercana al lago Lemán y sus vistas impresionantes. En la localidad se encuentra la escuela de estudios superiores de Glion, especializada en estudios de hostelería.

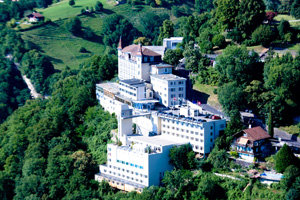
Escuela de estudios superiores de Glion

## Transportes
Ferrocarril
Existen varios apeaderos en la localidad de la línea de ferrocarril de cremallera Montreux - Glion - Rochers de Naye, además de una estación en el sur del núcleo urbano.
Otros transportes
- Funicular entre Territet y Glion.

## Personalidades
- Henri Nestlé falleció en Glion en 1890.[1]
- Robert Alt, campeón olímpico en los Juegos Olímpicos de Cortina d'Ampezzo 1956.